# Carnaval de Satriano di Lucania
Le carnaval de Satriano di Lucania est une très ancienne fête populaire qui a lieu en février de chaque année avant le mardi gras, en Basilicate.
Le caractère typique de cet événement est présence de trois masques particuliers : « l'Orso », le « Quaresima » et « l'Eremita. »

## Histoire
Le carnaval existe depuis des siècles, mais ses origines sont méconnues. Une théorie avance qu'il remonterait à la destruction de l'ancienne ville de Satrianum (it) par la reine Jeanne II d'Anjou-Durazzo, après le viol en 1421 d'une jeune aristocrate, protégée de la reine, par de jeunes hommes vêtus de peaux de chèvre. Trois symboles, ou masques, illustrent la nature du crime. Les jeunes hommes vêtus de peaux de bêtes sont représentés par des ours vêtus de peaux, la pauvreté consécutive à la destruction de la ville est représentée par les ermites, et la tristesse par le carême, les femmes vêtues de noir,.
Une autre hypothèse avancée avant la Seconde Guerre mondiale est qu'un ermite franciscain vivait dans la pauvreté dans les bois près de la ville et était venu en ville à la recherche de nourriture.
La signification des figures symboliques a évolué au fil du temps. À l'origine, l'ours se vengeait des victimes et se déguisait en peaux de chèvres et de moutons. L'ermite choisissait de vivre dans la forêt de son pays natal plutôt que de migrer vers une autre région. Autrefois, l'ermite recevait de la nourriture pour ses visites et ses présages pendant la fête.
Le carnaval se concentre désormais sur les valeurs écologiques,.

## Le carnaval
Le carnaval est organisé par la ville de Satriano di Lucania en collaboration avec le parc national de l'Apennin lucanien-Val d'Agri-Lagonegrese. Des entreprises privées, des associations et des bénévoles coordonnent leurs efforts pour le bon déroulement du carnaval. Il débute le vendredi soir par un défilé de personnes costumées venues des villes de Teana, Cirigliano, Aliano, Montescaglioso, San Mauro Forte, Tricarico et Lavello, en Basilicate et se termine sur la place Abbamonte, où se trouvent des stands de restauration et de musique folklorique. En 2017, le défilé a été retransmis par l'émission « La vita in diretta » de Rai Uno. Un défilé allégorique avec des personnages en costumes d'ours, d'ermite et de carême, ainsi qu'un cortège nuptial où les mariés échangent leurs rôles, ont lieu le samedi. Les femmes y sont habillées en hommes et les hommes en femmes. Les chars sont tirés par des véhicules non motorisés.
Tôt le dimanche, les ermites arpentent les rues et annoncent le printemps. Plus tard dans la journée, 131 ermites, représentant chacun des lieux de Basilicate, se promènent en forêt.
Axés sur le message écologique du carnaval, des arbres ont été plantés afin de réduire les émissions de CO2 des visiteurs se déplaçant en véhicules motorisés. Pendant le carnaval, les verres réutilisables sont utilisés, la vaisselle jetable est interdite, le recyclage est encouragé, les aliments de saison sont utilisés et le matériel promotionnel est imprimé sur du papier issu de renouvelables.

## Masques

### Ours(l’Urs)
L'ours est considéré comme le symbole de prospérité, de chance et de réussite. Il représente les premiers citoyens qui ont émigré vers des contrées lointaines, fait fortune et acquis des symboles de richesse, comme des cuirs fins. Un pasteur, vêtu des vêtements traditionnels de la région, l'accompagne . L'ours est muet. Un sac sur la tête, percé de trous pour les yeux et la bouche, il dissimule sa véritable identité. Des cloches sonores entourent son corps.

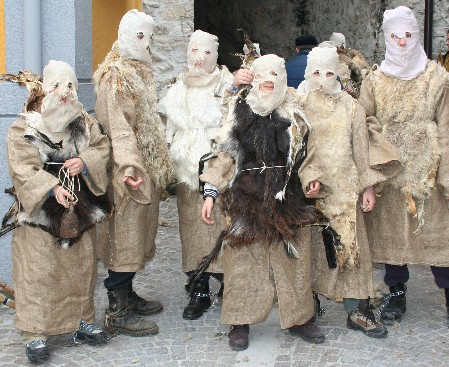
Les ours (Urs)

### Ermites  (lu Rumita)
Recouverts de lierre et tenant une branche de houx, les participants sortent des bois et déambulent dans les rues de la ville, frappant aux portes[2] en frottant des branches avec du frùscio sur la porte. En échange de leur espoir de printemps, ils reçoivent quelques pièces.
L'ermite est considéré comme étant un symbole de pauvreté et de pénurie. Bien que pauvre, il est resté fidèle à la terre et à l'environnement. Le réalisateur italien Michelangelo Frammartino a filmé un ermite vêtu de verdure pour une installation cinématographique intitulée Alberi (Arbres), qui illustre l'interdépendance entre l'homme et la nature. L'œuvre a été exposée au Museum of Modern Art (MoMa) de New York en 2013.

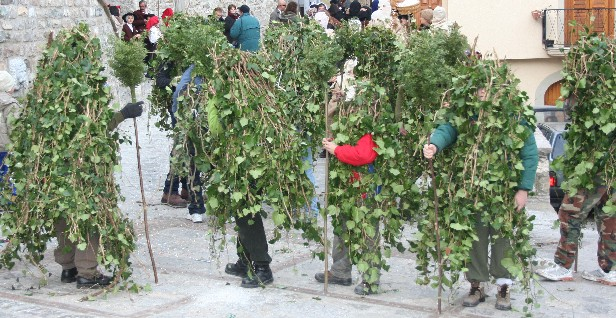
Ermites (lu Rumita)

### Le carême (la Quaresima)
Le carême (ou la femme en deuil) représentée par des hommes et des femmes, représente une vieille femme vêtue de noir, le visage rouge, de la bouche aux joues. Recouverte d'un manteau noir, elle marche avec un berceau sur la tête, contenant un enfant conçu pendant le Carnaval par un père inconnu. Elle symbolise les difficultés que les veuves enduraient autrefois. Elle parcourt les rues de la campagne d'un pas lent et mélancolique, répétant des paroles aiguës et fortes, exprimant un profond désespoir.

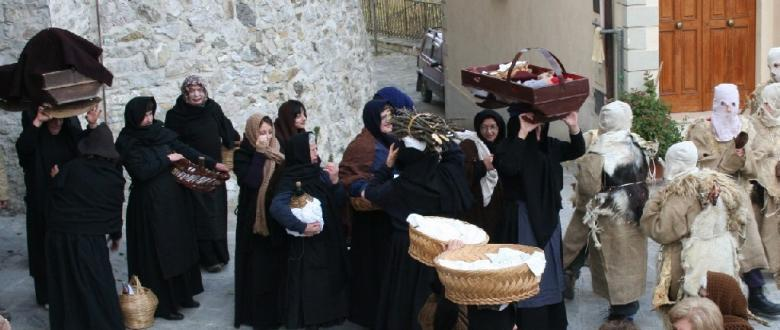
Le carême (la Quaresima)